# فيرنر إل. ماير
فيرنر إل. ماير (بالألمانية: Werner L. Maier)‏ هو محامي وراعي البقر ألماني، ولد في 1966 في باد هرسفلد في ألمانيا.